# Резекция желудка
Резекцией желудка называют операцию, при которой удаляется значительная часть желудка, после чего восстанавливается непрерывность пищеварительного тракта.

## История
Первая успешная резекция желудка была проведена Теодором Бильротом 29 января 1881 года по поводу рака привратника желудка. Следующая успешная операция была выполнена первым ассистентом Бильрота — Wolfler 8 апреля 1881 года. Этот пациент был первым из тех, кто жил после операции по удалению рака желудка пять лет.

## Суть операции
Когда говорят просто «резекция желудка», то имеют в виду дистальную резекцию желудка — удаление нижних 2/3 и 3/4 его. Одним из вариантов этой операции является удаление антральной части желудка, составляющей около 1/3 всего желудка, а также субтотальная резекция, при которой удаляется почти весь желудок, остаётся только участок шириной в 2-3 см в верхней его части. Проксимальной резекцией желудка называют удаление верхней его части вместе с кардией, нижняя часть сохраняется в различной степени. В исключительных случаях, например в целях удаления доброкачественной опухоли, производится кольцевидная сегментарная резекция желудка: нижняя и верхняя части желудка сохраняются, средний же его сегмент удаляется. Полное удаление желудка называется гастрэктомией или тотальной гастрэктомией.
Дистальная гастрэктомия, гастропилорэктомия — то же самое, что и типичная резекция желудка — удаление 65-70 % нижней части желудка. Анатомически удаляется почти половина тела желудка, антральная часть его и привратник.
Цель резекции желудка различна в зависимости от показаний для операции. Два наиболее частых заболевания, по поводу которых она производится, — это карцинома и пептическая язва.

## Цель операции при раке желудка
Рак желудка в ранней стадии — одна из наиболее легко оперируемых и в то же время наиболее трудно распознаваемых опухолей. Перед хирургом стоит задача радикально устранить все опухолевые ткани в интересах ликвидации метастазов.
Наиболее частые пути распространения рака желудка:
- распространение в пределах стенки желудка;
- непосредственный переход на соседние с желудком органы;
- лимфогенные метастазы;
- гематогенные метастазы;
- канцероматозная имплантация брюшины.

С хирургической точки зрения, особенно большое значение имеют первые три вида распространения опухолей. Примерно в 10 % случаев рака желудка показана резекция 2/3 желудка. Примерно в 60 % случаев рака желудка приходится производить субтотальную резекцию, так как только этот объем вмешательства предоставляет возможность для удаления широкой лимфатической сети.

## Цель операции при пептической язве
Резекция при пептической язве желудка имеет следующие две основные цели. С одной стороны, в ходе этой операции необходимо удалить из организма болезненный, чреватый опасностями патологический участок — язву, а с другой стороны, следует предотвратить рецидив язвы на сохраняющейся здоровой желудочно-кишечной стенке. В настоящее время благодаря успехам антихеликобактерной терапии резекция, имеющая ряд серьёзных осложнений, применяется редко, обычно в случае язв большого размера или осложнившихся тяжёлым рубцовым стенозом желудка.

## Техника операции
Существует огромное количество различных способов резекции желудка и восстановления желудочно-кишечного тракта (ЖКТ). В 1881 году Теодор Бильрот провёл резекцию желудка, в которой для восстановления непрерывности ЖКТ наложил анастомоз между оставшейся верхней культёй желудка и культёй двенадцатиперстной кишки. Этот способ получил название Бильрот I. Также в 1885 году всё тем же Бильротом был предложен ещё один способ восстановления непрерывности ЖКТ путём наложения анастомоза между оставшейся культёй желудка и тощей кишкой. Культя двенадцатиперстной кишки ушивалась. Этот способ получил название Бильрот II.
Эти способы применяются до сих пор, но в последние годы повсеместно господствует стремление оперировать по способу Бильрот I, и только при невозможности выполнить эту операцию прибегают к способу Бильрот II.

## Основные методы
- по Бильрот I[пол.] — формирование анастомоза между культёй желудка и 12-перстной кишкой по типу «конец-в-конец». Преимущества метода:
  - сохранение анатомо-физиологического пути пищи;
  - адекватная резервуарная функция культи желудка;
  - отсутствие прямого контакта слизистой оболочки желудка со слизистой оболочкой тощей кишки, что полностью исключает образование пептических язв соустья.
  - техническая простота и быстрота выполнения операции

Недостатки: возможность натяжения тканей в области анастомоза культи желудка и двенадцатиперстной кишки и наличие в верхней части гастроэнтероанастомоза стыка трёх швов. Обе особенности могут привести к прорезыванию швов и вызвать несостоятельность анастомоза. При соблюдении правильной техники операции можно избежать влияния этих неблагоприятных факторов.
- по Бильрот II[англ.] — наложение широкого анастомоза между культёй желудка и начальной частью тощей кишки по типу «бок-в-бок». Применяется обычно в случае невозможности создать гастроэнтероанастомоз предыдущим способом.
- по Гофмейстеру-Финстереру[англ.] — модификация предыдущего способа. Культя двенадцатиперстной кишки при этом способе ушивается наглухо, анастомоз (несколько более узкий за счёт частичного ушивания проксимальной части культи желудка) накладывается между культёй желудка и тощей кишкой в изоперистальтическом направлении по типу «конец-в-бок». Петлю тощей кишки подводят к культе желудка позади поперечной ободочной кишки через отверстие в её брыжейке. В настоящее время признано, что этот способ имеет много недостатков: одностороннее выключение из пищеварительного тракта двенадцатиперстной кишки, угроза недостаточности швов культи двенадцатиперстной кишки, развитие послеоперационных осложнений: синдрома приводящей петли, демпинг-синдрома, дуоденогастрального рефлюкса с развитием хронического атрофического гастрита.
- по Ру[исп.] — ушивание проксимального конца двенадцатиперстной кишки, рассечение тощей кишки с формированием анастомоза между культёй желудка и дистальным концом тощей кишки. Проксимальный конец тощей кишки (с двенадцатиперстной кишкой) при этом соединяется («конец-в-бок») со стенкой тощей кишки ниже места гастроеюнального анастомоза. Этот способ обеспечивает профилактику дуоденогастрального рефлюкса.
- по Бальфуру